# Accordo barré

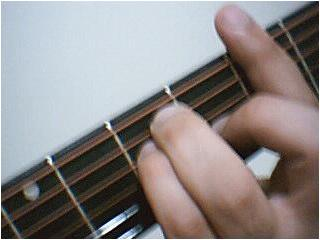
Un accordo barré (a forma di Mi maggiore), con il dito indice usato per "barrare" le corde.

In musica, un accordo barré (o barrè) è un tipo di accordo su una chitarra o altro strumento a corda, che il musicista suona usando una o più dita per premere più corde su un singolo tasto della tastiera.
I musicisti usano spesso questa tecnica per suonare un accordo che non sia limitato dai toni delle corde aperte della chitarra. Ad esempio, se una chitarra è accordata al normale tono da concerto, con le corde aperte che sono Mi, La, Re, Sol, Si, Mi (dal basso all'alto), gli accordi aperti devono essere basati su una o più di queste note. Per suonare un accordo di Fa, il chitarrista deve eseguire un barré, in modo tale che la radice dell'accordo sia Fa.
La maggior parte degli accordi barré sono accordi "mobili", poiché il suonatore può spostare l'intera forma dell'accordo su e giù lungo il collo dello strumento. Comunemente utilizzati sia nella musica popolare che in quella classica, gli accordi barré sono spesso usati in combinazione con accordi "aperti", in cui le corde aperte della chitarra costruiscono l'accordo. Suonare un accordo con la tecnica del barré influenza leggermente la qualità del tono: una nota chiusa, ovvero ottenuta tramite la pressione della corda, suona leggermente diversa da una nota aperta. Gli accordi barré sono una parte distintiva del suono della musica pop e della musica rock.
Usando la tecnica del barré, il chitarrista può suonare un accordo che di solito viene suonato con corde aperte, quindi trasporre o alzare l'accordo di uno o più semitoni, similmente all'uso di un capotasto mobile. Ad esempio, se un chitarrista suona un Mi maggiore e desidera che l'accordo successivo sia un Fa♯ maggiore, eseguendo un barré sul secondo tasto e mantenendo le altre dita nella posizione del Mi maggiore, produce un accordo di Fa♯ maggiore. Gli accordi barré sono considerati notoriamente difficili da suonare per i principianti, a causa della pressione di più di una corda con un solo dito.

## Etimologia
Il termine barré deriva dal metodo di utilizzo del dito indice per formare una "barra" rigida su tutte le corde. L'ortografia originale "barré" è francese, e significa "barrato".

## Notazione

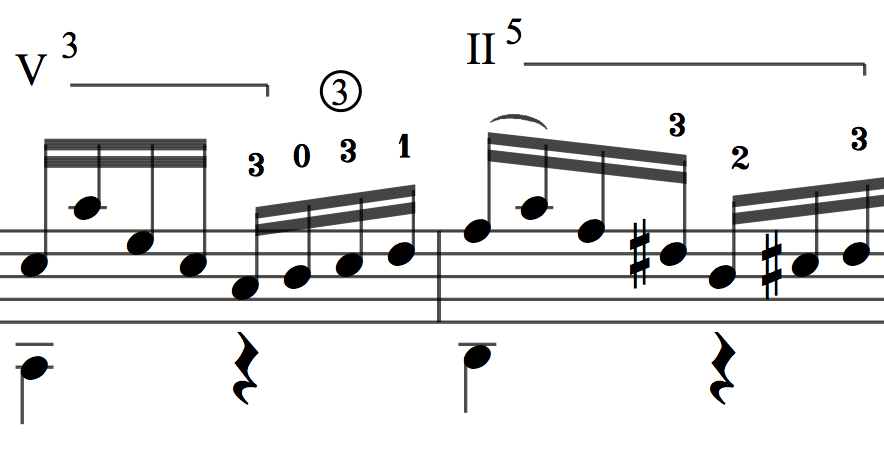
Un esempio di notazione che usa numerali romani e apici per indicare il barré

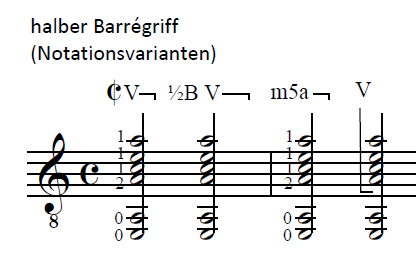
Un altro esempio di spartito per chitarra. La C barrata indica un barré parziale

Nella notazione musicale la tecnica del barré è comunemente indicata dall'uso di una delle due lettere: "B" e "C" seguita da un'indicazione di posizione che è data da un numero romano o, più raramente, arabo. Esempi: BIII, CVII, B2, C7.
Le due abbreviazioni "B", o "C", rappresentano rispettivamente il termine francese "barré" o quello italiano "capotasto" e quello spagnolo "cejillo". La scelta della lettera è una decisione editoriale che riflette lo stile adottato. L'uso dei numeri romani è più diffuso dei numeri arabi per evitare confusione con altre indicazioni di diteggiatura e simboli di accordi comuni. La notazione dei numeri romani senza includere le lettere "B" o "C", diffusa soprattutto nella notazione classica, indica solo la posizione della tastiera.
Anche le indicazioni di barré parziali sono determinate dallo stile editoriale. Una barratura verticale della lettera "C" indica comunemente un barré parziale, con il numero di corde da barrare che dipende dal contesto e dalla scelta dell'esecutore. Altri stili editoriali utilizzano frazioni in apice (ad esempio 4/6, 1/2) per indicare il numero di corde da barrare, oltre alle lettere B o C. In alcuni stili di notazione le lettere "B" o "C" sono omesse del tutto, con il numero di corde da barrare (dalla più alta alla più bassa) scritte come un apice. Ad esempio: su una chitarra, VII4 indica un barré al 7° tasto sopra le quattro corde più alte (Re, Sol, Si e Mi). Non vi è alcuna regola per stabilire se i barré completi siano scritti con indici (ad es. "6" per una chitarra standard) o senza; è una questione di gusti personali del compilatore. È consuetudine posizionare il segno del barré sopra il rigo, con una linea per contrassegnarne la durata.
Nell'intavolatura, il barré è spesso segnalato con "C", seguito dal numero del tasto come numero romano, come nell'esempio:
```
         CVII     CVIII    CXII     CII
E--------7--------8--------13-------2-------
B--------9--------8--------15-------4-------
G--------9--------8--------14-------2-------
D--------9--------10-------12-------4-------
A--------7--------10-------12-------2-------
E--------7--------8--------12-------2-------
         E        Cm       Dm       B7
```